# Славко Цувај
Славко Цувај од Ивањске (хрв. Slavko Cuvaj od Ivanjske; Бјеловар, 26. фебруар 1851 — Беч, 31. јануар 1931) био је хрватски политичар. Обављао је дужности краљевског комесара и бана Хрватске и Славоније од 1912. до 1913. године.

## Биографија
У управну службу ступа као рачунарски саветник у Војној крајини. Од 1885. до 1905. године је поджупан у Осијеку и Пожеги, од 1905. до 1906. личко-крбавски велики жупан, а од 1908. до 1909. врховни начелник у Загребу. У раздобљу од 1909. до 1910. предстојник је Одељења за унутрашње послове у Загребу те подбан за време бановања Павла Рауха (именован 5. јула 1909).
За бана именован је 20. јануара 1912. Није могао да сломи Хрватско-српску коалицију. Сабор који је већ био сазван за 7. фебруар на његов предлог је 27. јануара 1912. распуштен. 4. априла суспендован је Устав, док је он 5. априла постављен за комесара. Омладинац Лука Јукић извршио је на њега 8. јуна 1912. у Загребу неуспео атентат. У то време југословенска национална револуционарна омладина била је у свом пуном полету. За време његовог режима водио се Балкански рат. Велики и ненадани успеси Србије у том рату приморали су бечке и пештанске владајуће кругове да попусте Хрватској. Након што је 31. октобра атентат поновљен, Цувај је 22. децембра „послат на допуст“ и више се није враћао на положај комесара. Управа је била поверена др. Ункелхојзеру, а кад је Цувај разрешен службе за новог именован је барон Иван Скерлец.
Мирослав Крлежа о њему је написао: „крволок и тиранин свог властитог народа“ који је за одликовање доследног провођења антисловенске политике и за промицање туђинске власти добио баронску титулу.